# Северный округ (Оренбург)
Се́верный о́круг (до 2006 года Северный административный округ) — один из двух округов города Оренбурга. Включает в себя два района — Дзержинский и Промышленный. Образован 7 апреля 1997 года в результате слияния двух вышеназванных административно-территориальных единиц. Северному округу подчинены 7 сельских населённых пунктов: посёлки — Каргала, Холодные Ключи, Троицкий, Красный Партизан и Самородово, сёла — Краснохолм и Пруды, входящие в муниципальное образование город Оренбург со статусом городского округа.

## Адрес
Администрация Северного округа Оренбурга находится по адресу: город Оренбург, Брестская улица, дом 1. Второе административное здание находится по адресу: город Оренбург, проспект Братьев Коростелёвых, дом 141 (сейчас поликлиника №8)
Телефон: +7 (3532) 30-40-10.